# Zenón M. Pereyra
Pour les articles homonymes, voir Pereyra.
Zenón M. Pereyra est un astronome chilien.
Le Centre des planètes mineures le crédite de la découverte de l'astéroïde (1769) Carlostorres effectuée le 25 août 1966.
Il a également découvert la comète C/1963 R1 (Pereyra).